# ۷ ذی‌الحجه
۷ ذیحجه، هفتمین روز ماه ذیحجه در تقویم هجری قمری است.
در تقویم هجری قمری قراردادی این روز ۳۳۲مین روز سال است.

## زادگان
- ۴۷۸ - ابن قطان بغدادی، محدث، پزشک، چشم‌پزشک، ادیب و شاعر عراقی.

## مرگ‌ها
- ۱۱۴ ‐ محمد باقر، پنجمین امام شیعیان
- ۱۵۸ - منصور دوانیقی سومین خلیفه عباسی
- ۴۶۳ - خطیب بغدادی، محدث، فقیه و تاریخ‌نگار عراقی.
- ۸۷۲ - احمد بن محمد شُمَنّی، مفسر، محدث، فقیه، زبان‌شناس و ادیب مصری.
- آیت اللَّه «سید محمدتقی خوانساری» فقیه و مرجع عالی‌قدر تقلید (۱۳۷۱ق)